# Otis Redding
Otis Redding (Dawson (Georgia), 9 september 1941 – Madison (Wisconsin), 10 december 1967) was een Amerikaans soulzanger die bekendstond om zijn gepassioneerde manier van zingen. Als bijnaam had hij "King of Soul". Zijn grootste hit was (Sittin' on) The Dock of the Bay, waarvan de laatste versie vlak voor zijn dood opgenomen was. De single werd kort hierna postuum uitgebracht in januari 1968.

## Biografie
Redding werd geboren in Dawson in de staat Georgia als zoon van Otis Redding sr. and Fannie Roseman. Toen Reddin jr. 3 jaar was verhuisde het gezin naar een sociaal woningbouwproject in Macon, eveneens in Georgia. Al op jonge leeftijd zong hij in het koor van de Vineville Baptisten kerk en leerde hij gitaar en piano spelen.  Zijn voornaamste invloeden waren de eveneeens in Macon opgegroeide Little Richard en Sam Cooke. Omdat Redding sr. tuberculose had opgelopen verliet Redding jr. op 15-jarige leeftijd school om via allerlei baantjes, soms als musicus, het gezin financiëel te ondersteunen. Redding trad in die periode o.a. op als zanger bij de Upsetters, de voormalige begeleidingsband van Litlle Richard.
Reddings doorbraak kwam in 1958 toen op een talentenjacht zanger/gitarist Johnny Jenkins aanbood hem te begeleiden. Redding zong Little Richards "Heebie Jeebies" en won in combinatie met Jenkins de talentenjacht gedurende 15 opeenvolgende weken. In augustus 1962 kreeg Johnny Jenkins een aanbod voor een opnamesessie in de Stax studio in Memphis. Omdat Jenkins geen rijbewijs had vroeg hij Redding als chauffeur. De resultaten van de opname waren niet overtuigend, en omdat er nog tijd over was, vroeg Redding om het laatste halfuurtje studiotijd te gebruiken. Redding zingt zijn eigen compositie These Arms of Mine, waarna Jim Stewart van Stax hem een contract aanbied. De single bereikte een 85e plaats op de Billboard Hot 100 en kreeg opvolgers als Pain in My Heart (1963), Mr. Pitiful (1964), That's How Strong My Love Is (1964), I've Been Loving You Too Long (1965), Respect (1995), dat in 1967 een grote hit werd voor Aretha Franklin, Satisfaction (1966) (het nummer van de Rolling Stones) en Try a Little Tenderness (1966).
Redding schreef zijn veel eigen nummers, hetgeen ongewoon was voor die tijd. Hij was de belangrijkste artiest van Stax Records uit Memphis, Tennessee.
In 1967 speelde hij op het Monterey Pop Festival en nam hij op 8 december (Sittin' on) The dock of the bay op. Twee dagen na het opnemen van wat zijn grootste hit zou worden, kwam hij om bij een vliegtuigongeluk met een Twin Beech in Lake Monona, Madison, Wisconsin, samen met vier van de zes leden van zijn band The Bar-Kays. Mede-bandlid Ben Cauley overleefde het ongeluk en James Alexander zat in een ander vliegtuig. (Sittin' on) The dock of the bay werd een maand later postuum als single uitgegeven.  
In 1981 werd Redding postuum opgenomen in de Georgia Music Hall of Fame en in 2012 in de Memphis Music Hall of Fame. In 2024 volgde een ster op de Hollywood Walk of Fame.

## Discografie

### Albums
| Album met eventuele hitnotering(en) in de Nederlandse Album Top 100 | Datum van verschijnen | Datum van binnenkomst | Hoogste positie | Aantal weken | Opmerkingen             |
| ------------------------------------------------------------------- | --------------------- | --------------------- | --------------- | ------------ | ----------------------- |
| Pain in My Heart                                                    | 1964                  | -                     |                 |              |                         |
| The Great Otis Redding Sings Soul Ballads                           | 1965                  | -                     |                 |              |                         |
| Otis Blue                                                           | 1965                  | -                     |                 |              |                         |
| The Soul Album                                                      | 1966                  | -                     |                 |              |                         |
| Complete & Unbelievable: The Otis Redding Dictionary of Soul        | 1966                  | -                     |                 |              |                         |
| King & Queen                                                        | 1967                  | -                     |                 |              | met Carla Thomas        |
| Live in Europe                                                      | 1967                  | -                     |                 |              | Livealbum               |
| The Dock of The Bay                                                 | 1968                  | -                     |                 |              | Postuum                 |
| History of Otis Redding                                             | 1968                  | -                     |                 |              | Postuum                 |
| The Immortal Otis Redding                                           | 1968                  | -                     |                 |              | Postuum                 |
| In Person at The Whiskey a Go-Go                                    | 1968                  | -                     |                 |              | Postuum                 |
| Love Man                                                            | 1969                  | -                     |                 |              | Postuum                 |
| Tell the Truth                                                      | 1970                  | -                     |                 |              | Postuum                 |
| Live at the Monterey International Pop Festival                     | 1971                  | -                     |                 |              | Livealbum / Postuum     |
| The Best of Otis Redding                                            | 1972                  | -                     |                 |              | Verzamelalbum / Postuum |
| Try a Little Tenderness                                             | 1981                  | 17-10-1981            | 28              | 8            | Verzamelalbum / Postuum |
| The Otis Redding Story (3CD)                                        | 1987                  | -                     |                 |              | Verzamelalbum / Postuum |
| The Dock of the Bay                                                 | 1989                  | 02-12-1989            | 37              | 14           | Verzamelalbum / Postuum |
| The Definitive Otis Redding                                         | 1993                  | -                     |                 |              | Verzamelalbum / Postuum |
| Dreams to Remember                                                  | 1994                  | 07-05-1994            | 52              | 6            | Verzamelalbum / Postuum |
| The Very Best of Otis Redding                                       | 2000                  | -                     |                 |              | Verzamelalbum / Postuum |
| Live on The Sunset Strip                                            | 2010                  | -                     |                 |              | Verzamelalbum / Postuum |

### Singles
| Single met eventuele hitnotering(en) in de Nederlandse Top 40 | Datum van verschijnen | Datum van binnenkomst | Hoogste positie | Aantal weken | Opmerkingen                                       |
| ------------------------------------------------------------- | --------------------- | --------------------- | --------------- | ------------ | ------------------------------------------------- |
| My Girl                                                       | 1966                  | 26-03-1966            | 35              | 2            |                                                   |
| Tramp                                                         | 1967                  | 29-07-1967            | 19              | 12           | met Carla Thomas                                  |
| Knock on Wood                                                 | 1967                  | 09-09-1967            | tip18           | -            | met Carla Thomas                                  |
| (Sittin' on) The Dock of the Bay                              | 1968                  | 24-02-1968            | 6               | 17           | #4 in de Parool Top 20                            |
| The happy song (Dum-dum)                                      | 1968                  | 08-06-1968            | 18              | 6            | #17 in de Parool Top 20                           |
| Amen                                                          | 1968                  | 10-08-1968            | 20              | 11           | #20 in de Parool Top 20                           |
| I've got dreams to remember                                   | 1968                  | 19-10-1968            | 8               | 14           | #7 in de Parool Top 20                            |
| Papa's got a brand new bag                                    | 1969                  | 25-01-1969            | 18              | 6            |                                                   |
| A lover's question                                            | 1969                  | 15-03-1969            | 24              | 3            |                                                   |
| Love Man                                                      | 1969                  | 14-06-1969            | tip23           | -            |                                                   |
| Higher and Higher                                             | 1969                  | 20-09-1969            | tip13           | -            |                                                   |
| I've got dreams to remember                                   | 1994                  | -                     |                 |              | #43 in de Mega Top 50                             |
| Otis                                                          | 25-07-2011            | -                     |                 |              | met Kanye West & Jay-Z / #73 in de Single Top 100 |

| Single met hitnotering(en) in de Vlaamse Ultratop 50 | Datum van verschijnen | Datum van binnenkomst | Hoogste positie | Aantal weken | Opmerkingen            |
| ---------------------------------------------------- | --------------------- | --------------------- | --------------- | ------------ | ---------------------- |
| Otis                                                 | 2011                  | 13-08-2011            | tip5            | -            | met Kanye West & Jay-Z |

### NPO Radio 2 Top 2000
| Nummers met noteringen in de NPO Radio 2 Top 2000 | '99 | '00  | '01  | '02  | '03  | '04  | '05  | '06  | '07  | '08  | '09 | '10  | '11  | '12  | '13  | '14  | '15  | '16  | '17  | '18  | '19  | '20  | '21  | '22  | '23  | '24  |
| ------------------------------------------------- | --- | ---- | ---- | ---- | ---- | ---- | ---- | ---- | ---- | ---- | --- | ---- | ---- | ---- | ---- | ---- | ---- | ---- | ---- | ---- | ---- | ---- | ---- | ---- | ---- | ---- |
| Hard to Handle                                    | -   | 1604 | -    | -    | -    | -    | -    | -    | -    | -    | -   | 1980 | 1922 | 1820 | 1652 | -    | -    | -    | -    | -    | -    | -    | -    | -    | -    | -    |
| I've Been Loving You Too Long                     | -   | 1264 | 1306 | 1348 | 1086 | 1181 | 1025 | 1108 | 1129 | 1127 | 976 | 901  | 946  | 860  | 1016 | 1064 | 1441 | 1846 | 1748 | -    | -    | -    | -    | -    | -    | -    |
| I've got dreams to remember                       | 676 | 991  | 843  | 880  | 762  | 633  | 524  | 693  | 688  | 648  | 707 | 507  | 505  | 659  | 536  | 643  | 844  | 951  | 1106 | 1052 | 1354 | 1357 | 1575 | 1851 | 1799 | 1897 |
| (Sittin' on) The Dock of the Bay                  | 240 | 450  | 371  | 344  | 239  | 257  | 285  | 253  | 297  | 259  | 195 | 155  | 84   | 31   | 51   | 67   | 82   | 56   | 74   | 90   | 99   | 90   | 115  | 139  | 143  | 163  |
| Try a Little Tenderness                           | -   | -    | -    | -    | -    | -    | -    | -    | -    | -    | -   | -    | -    | -    | -    | -    | 1320 | 1317 | 1494 | 1546 | 1834 | 1602 | 1907 | -    | -    | -    |

1. ↑  Een '-' betekent dat het nummer niet was genoteerd en een vetgedrukt getal geeft de hoogste notering van een nummer aan.